# Doces do Pará
As sobremesas paraenses costumam ser ricas em frutas, podendo ser encontradas em casas de confeitaria locais, como em açaís e outros empreendimentos que utilizam o cupuaçu, maracujá, banana, guaraná e a manga para a fabricação dos doces. Outras frutas regionais incluem bacuri, taperebá, jaca, muruci e a sapotilha também são utilizadas. Dois exemplos de doces são o bombom de cupuaçu com castanha e a madalena de cupuaçu com castanha-do-Pará. Nas festas juninas do estado, por sua vez, as referências são o mingau de milho, bolo podre e bolo de paçoca com doce de cupuaçu.